# Careena Collins
Careena Collins (7 novembre 1967) è un'ex attrice pornografica e regista statunitense facente parte del AVN Hall of Fame e del XRCO Hall of Fame.

## Biografia e carriera pornografica
Ha iniziato la sua carriera di attrice pornografica nel 1985 e si è ritirata nel 2009. Tra il 1995 e il 2010 ha anche lavorato come regista.

## Riconoscimenti
AVN Awards
- 1996 – Best All-Girl Sex Scene (video) per Takin' It to the Limit 6 con Traci Allen, Felecia, Misty Rain e Jill Kelly[3]
- 1996 – Best Anal Sex Scene (video) per The Bottom Dweller 33 1/3 con Jake Steed[3]
- 1998 -  Best Anal Sex Scene (video)  per Butt Banged Naughty Nurses con Mark Davis e Sean Michaels[3]
- 1998 - Hall of Fame[4]

XRCO Awards
- 1996 – Best Anal Sex Scene per The Bottom Dweller 33 1/3 con Jake Steed[5]
- 1996 – Best Male-Female Scene per Kink con Rocco Siffredi[5]
- 1996 – Best Girl-Girl Sex Scene per Takin' It to the Limit 6 con Traci Allen, Felecia, Misty Rain e Jill Kelly[5]
- 1997 – Best Girl-Girl Scene per Beyond Reality 1 con Felecia[5]
- 1997 – Best Anal or DP Scene per Car Wash Angels con Tom Byron e T.T. Boy[5]
- 1998 – Hall of Fame[6]

## Filmografia

### Attrice
- In Search of the Golden Bone (1986)
- Lust Potion of Dr. F (1986)
- Mad Jack Beyond Thunderbone (1986)
- Nymphette (1986)
- Oral Majority (1986)
- Ramb-ohh (1986)
- Rated Sex (1986)
- Return To Sex Fifth Avenue (1986)
- Science Friction (1986)
- Twins (1986)
- Unnatural Phenomenon (1986)
- Unnatural Phenomenon 2 (1986)
- Careena: Young and Restless (1987)
- Honey Buns 1 (1987)
- Nymphette Does Hollywood (1987)
- Oral Majority 2 (1987)
- Oral Majority 3 (1987)
- Oral Majority 4 (1987)
- Toys 4 Us 1 (1987)
- Toys 4 Us 2 (1987)
- Wild Women 2: Careena Collins (1987)
- Careena 2: Star On The Rise (1988)
- Hottest Ticket (1988)
- In And Out With John Leslie (1988)
- Lez Be Friends (1988)
- Oral Majority 5 (1988)
- Oral Majority 6 (1988)
- Wild Women 13: Jamie Summers (1988)
- Wild Women 31: Liz Randall (1989)
- Bruce Seven's Most Graphic Scenes 1 (1990)
- Face Of Fear (1990)
- Fantasies Unlimited (1990)
- Thrill Seekers (1990)
- Toys 4 Us 3 (1990)
- Wild Fire (1990)
- Dark Interludes (1991)
- Mistress Memoirs 1 (1991)
- Mistress Memoirs 2 (1991)
- Mystery of Payne (1991)
- Spoiled Niece (1992)
- Compendium Of Bruce Seven's Most Graphic Scenes 4 (1993)
- Gimme an X (1993)
- Power Play (1993)
- Anal Breakdown (1994)
- Anal Plaything 1 (1994)
- Anal Spitfire (1994)
- Brooklyn Nights (1994)
- Ecstasy Of Payne (1994)
- Gang Bang Nymphette (1994)
- Little Miss Anal (1994)
- Painful Cheeks: Shades of Red (1994)
- Takin' It To The Limit 2 (1994)
- World of Hurt (1994)
- Anal Adventures of Bruce Seven (1995)
- Anal Deep Rider (1995)
- Anal Heartbreaker (1995)
- Anal Innocence 3 (1995)
- Anal Lover 3 (1995)
- Anal Sweetheart (1995)
- Beyond Reality 1: Mischief in the Making (1995)
- Booty Ho 2 (1995)
- Bottom Dweller 33 1/3 (1995)
- Buttslammers 9 (1995)
- Crazy Times (1995)
- Deep Cheeks 5 (1995)
- Hang 'em High (1995)
- Kink 1 (1995)
- Masochistic Tendencies: The First Night (1995)
- Masochistic Tendencies: The Second Night (1995)
- Payne-full Revenge (1995)
- Sherlock Homie (1995)
- Takin' It To The Limit 3 (1995)
- Takin' It To The Limit 5 (1995)
- Takin' It To The Limit 6 (1995)
- Whips And Chains (1995)
- White Bitches In Heat (1995)
- Adult Video News Awards 1996 (1996)
- Best Gang Bangs (1996)
- Car Wash Angels 1 (1996)
- Chicago Cock 1 (1996)
- Chicago Cock 2 (1996)
- Sodomania Smokin' Sextions 1 (1996)
- Yvonne's Odyssey (1996)
- Black and Bruised 1 (1997)
- Black and Bruised 2 (1997)
- Black and Bruised 3 (1997)
- Butt Banged Naughty Nurses (1997)
- Gangbang Girl 19 (1997)
- Sodomania: Slop Shots 1 (1997)
- Takin' It To The Limit: Bruce And Bionca's Favorite Scenes (1997)
- 100% Amateur 45: Careena Collins Special Edition (1998)
- Beyond Reality: Bionca's Best (1998)
- Shane's World 13: Best Sex Contest (1998)
- Shane's World of Bondage (1998)
- Cum Shots 2 (2000)
- Fashionistas 1 (2002)
- Black on White Crime 5 (2004)
- I Survived A Rodney Blast (2004)
- Meat Pushin In The Seat Cushion 3 (2004)
- Golden Age of Porn: Kristara Barrington (2005)
- My Black Cock in That Teen's White Ass 2 (2007)
- 100% Amateur 45: Careena Collins Special Edition (1998)
- Beyond Reality: Bionca's Best (1998)
- Shane's World 13: Best Sex Contest (1998)
- Shane's World of Bondage (1998)
- Cum Shots 2 (2000)
- Fashionistas 1 (2002)
- Black on White Crime 5 (2004)
- I Survived A Rodney Blast (2004)
- Meat Pushin In The Seat Cushion 3 (2004)
- Golden Age of Porn: Kristara Barrington (2005)
- My Black Cock in That Teen's White Ass 2 (2007)
- Swedish Erotica 99 (2007)
- Black in My Crack 3 (2008)
- Tom Byron Screws the Stars (2008)
- At Your Mercy: Chaos (2009)
- At Your Mercy: Nat Turnher (2009)
- Masochistic Tendencies: The Third Night (2009)

### Regista
- Masochistic Tendencies: The First Night (1995)
- Masochistic Tendencies: The Second Night (1995)
- Black and Bruised 1 (1997)
- Black and Bruised 2 (1997)
- Black and Bruised 3 (1997)
- At Your Mercy: Chaos (2009)
- At Your Mercy: Nat Turnher (2009)
- Masochistic Tendencies: The Third Night (2009)
- Bottom Bitches (2010)